# Cociuba Mare
Cociuba Mare – wieś w Rumunii, w okręgu Bihor, w gminie Cociuba Mare. W 2011 roku liczyła 930 mieszkańców.